# Radvenci
Radvenci – wieś w Słowenii, w gminie Gornja Radgona. W 2018 roku liczyła 149 mieszkańców.